# 新語・流行語大賞
新語・流行語大賞（しんご・りゅうこうごたいしょう）は、自由国民社がその年1年間に発生した「ことば」のなかから選考し、その「ことば」に関わった人物、団体を顕彰するとされている賞。2004年（平成16年）より、ユーキャン新語・流行語大賞に改称している。

## 概要
1984年（昭和59年）に創始した。毎年12月1日に発表する。なお、同日が土曜日・日曜日の場合は次の平日に発表となる。
候補となる言葉は『現代用語の基礎知識』（自由国民社・刊）の読者アンケートの結果から編集部が選出した30語から50語が候補としてノミネートされ、その中から新語・流行語大賞選考委員会（選考委員7名）によってトップテンと年間大賞を選定する。
創始当初は、新語部門と流行語部門に分かれて、それぞれ金賞を筆頭として各賞を選定していたが、8回目の1991年（平成3年）からは年間大賞を設け、11回目の1994年（平成6年）からは両部門を合わせて選定するようになった。
創始以来、実際に授与される賞で流行語大賞は存在した事がないが【あくまでも、表彰式イベントを指す名称である】、各種報道などにより「流行語大賞が発表される」という表現で記述されるため、【発表されているものがすべて流行語大賞として授与される】と誤解し、【トップテンや年間大賞で分かれていることを認識していない】人も少なくない。ただ、これはトップテンに選ばれた言葉も授賞式で紹介されるため、【授賞式で紹介される言語＝流行語大賞】という誤解を生む一因もある。その他にも「流行語大賞が発表される」という表現から【表彰式イベントの名称の一部である『新語』を除外して記述している】、その年に新しく生まれた『新語』のノミネート候補入りを（流行っていないから）との理由で批判する人も少なからずいる。
2003年（平成15年）には通信教育大手の株式会社ユーキャンと提携し、翌2004年（平成16年）より現代用語の基礎知識選「ユーキャン新語・流行語大賞」に改称した。受賞式典の司会は元TBSアナウンサーの生島ヒロシが担当していた。2017年は元NHKアナウンサーの宮本隆治が担当した。
日本漢字能力検定協会の「今年の漢字」、第一生命の「サラリーマン川柳」、住友生命の「創作四字熟語」、東洋大学の「現代学生百人一首」と並んで、現代の世相を反映する一つの指標として取り上げられている。
だが、詳細は後述の項目に譲るものの、ノミネートされる流行語のなかには、選考委員の恣意的な判断で選ばれた文言（例：2019年）、2014年の選定を筆頭に、時の選考委員の思想や嗜好などの偏見が反映されたことを示唆する言葉（政権批判や選考委員の思想に基づいた政治的プロパガンダなど）、世論の流行語と選考された流行語の乖離（例：2015年）など、選考方法や中立性について問われること や「新語・流行語大賞」という目的との乖離が起きたと思われる年（例：2016年）は激しい批判にさらされることも少なくない。
また、（多忙などを理由にしたケースもあるが）受賞対象者が辞退するなど影響力の低下が指摘されている。

## 歴代の受賞語
受賞者の役職は当時のもの。

### 年間大賞選定以前
1984年（昭和59年）から1990年（平成2年）までの受賞者一覧。

#### 金賞
| 回 | 年度   | 部門   | 金賞                                       | 受賞者                                                     |
| -- | ------ | ------ | ------------------------------------------ | ---------------------------------------------------------- |
| 1  | 1984年 | 新語   | オシンドローム                             | ジェーン・コンドン（『タイム』フリー記者）                 |
| 1  | 1984年 | 流行語 | ○金・○ビ(まるきん・まるび)                 | 渡辺和博（『ガロ』元編集長・イラストレーター）             |
| 2  | 1985年 | 新語   | 分衆                                       | 近藤道生（博報堂生活総合研究所社長）                       |
| 2  | 1985年 | 流行語 | イッキ!イッキ!                             | 慶應義塾大学体育会                                         |
| 3  | 1986年 | 新語   | 究極                                       | 雁屋哲（漫画原作者）                                       |
| 3  | 1986年 | 流行語 | 新人類                                     | 清原和博、工藤公康、渡辺久信（いずれも西武ライオンズ）     |
| 4  | 1987年 | 新語   | マルサ                                     | 伊丹十三、宮本信子                                         |
| 4  | 1987年 | 流行語 | 懲りない○○                                 | 安部譲二（小説家）                                         |
| 5  | 1988年 | 新語   | ペレストロイカ                             | ソロビエフ・ニコラエビッチ（駐日ソビエト連邦特命全権大使） |
| 5  | 1988年 | 流行語 | 今宵はここまでに（いたしとうござりまする） | 若尾文子                                                   |
| 6  | 1989年 | 新語   | セクシャルハラスメント                     | 河本和子（弁護士）                                         |
| 6  | 1989年 | 流行語 | オバタリアン                               | 堀田かつひこ、土井たか子                                   |
| 7  | 1990年 | 新語   | ファジィ                                   | 三上遵太郎（松下電器産業電化研究所所長）                   |
| 7  | 1990年 | 流行語 | ちびまる子ちゃん（現象）                   | トーマス・リード（『ワシントン・ポスト』東京支局記者）     |

#### 金賞以外の各賞
| 回 | 年度   | 部門   | 賞               | 受賞語                                                 | 受賞者                                                                                           |
| -- | ------ | ------ | ---------------- | ------------------------------------------------------ | ------------------------------------------------------------------------------------------------ |
| 1  | 1984年 | 新語   | 銀賞             | 鈴虫発言                                               | 中曽根康弘（第72代内閣総理大臣）                                                                 |
| 1  | 1984年 | 新語   | 銅賞             | スキゾ・パラノ                                         | 浅田彰（京都大学助手）                                                                           |
| 1  | 1984年 | 新語   | 特別賞           | 特殊浴場                                               | イルハン・オウス（トルコ大使館参事官）                                                           |
| 1  | 1984年 | 流行語 | 銀賞             | くれない族                                             | TBS金曜ドラマ『くれない族の反乱』スタッフ                                                        |
| 1  | 1984年 | 流行語 | 銅賞             | 疑惑                                                   | 文藝春秋『週刊文春』編集部                                                                       |
| 1  | 1984年 | 流行語 | 特別賞           | 千円パック                                             | 森永製菓                                                                                         |
| 1  | 1984年 | 流行語 | 大衆賞           | す・ご・い・で・す・ネッ                               | 所ジョージ                                                                                       |
| 1  | 1984年 | 流行語 | 大衆賞           | 教官!                                                  | 堀ちえみ                                                                                         |
| 2  | 1985年 | 新語   | 銀賞             | パフォーマンス                                         | 石橋政嗣（第9代日本社会党中央執行委員長）                                                        |
| 2  | 1985年 | 新語   | 銅賞             | NTT                                                    | 真藤恒（初代日本電信電話代表取締役社長）                                                         |
| 2  | 1985年 | 新語   | 表現賞           | キャバクラ                                             | 新富宏（レジャラース社長）                                                                       |
| 2  | 1985年 | 新語   | 表現賞           | 言語戦略                                               | 鈴木孝夫（慶應義塾大学教授）                                                                     |
| 2  | 1985年 | 新語   | 表現賞           | ネバカ                                                 | 諸井薫（エッセイスト）                                                                           |
| 2  | 1985年 | 流行語 | 銀賞             | トラキチ                                               | 松林豊（阪神タイガース私設応援団長）                                                             |
| 2  | 1985年 | 流行語 | 銅賞             | 角抜き                                                 | 山岸一平（日本経済新聞東京本社政治部長）                                                         |
| 2  | 1985年 | 流行語 | 大衆賞           | 私はコレで会社をやめました                             | 三好重恭（アルマン代表取締役）                                                                   |
| 2  | 1985年 | 流行語 | 大衆賞           | 投げたらアカン                                         | 鈴木啓示（NHK野球解説者・元近鉄バファローズ投手）                                                |
| 2  | 1985年 | 流行語 | 特別賞           | 100ドルショッピング                                    | 中曽根康弘（内閣総理大臣）                                                                       |
| 2  | 1985年 | 流行語 | 特別語録賞       | 愛しているからチラいのよ                               | 生島治郎夫妻（作家）                                                                             |
| 2  | 1985年 | 流行語 | 特別功労賞       | テレビ番組『オレたちひょうきん族』から発する各種流行語 | 横澤彪（フジテレビジョン編成局第2制作部プロデューサー・『ひょうきん族』『笑っていいとも!』担当） |
| 3  | 1986年 | 新語   | 銀賞             | 激辛                                                   | 鈴木昭（神田淡平店主）                                                                           |
| 3  | 1986年 | 新語   | 銅賞             | ファミコン                                             | 山内溥（任天堂社長）                                                                             |
| 3  | 1986年 | 新語   | 表現賞           | 川の手                                                 | 山崎榮治郎（墨田区長）                                                                           |
| 3  | 1986年 | 新語   | 表現賞           | 家庭内離婚                                             | 林郁（作家）                                                                                     |
| 3  | 1986年 | 新語   | 表現賞           | アークヒルズ                                           | 森泰吉郎（森ビル社長）                                                                           |
| 3  | 1986年 | 流行語 | 銀賞             | 知的水準                                               | マイケル・サラモン（ロイター通信社支局長）                                                       |
| 3  | 1986年 | 流行語 | 銅賞             | 亭主元気で留守がいい                                   | 上山英介（大日本除虫菊社長）                                                                     |
| 3  | 1986年 | 流行語 | 大衆賞           | おニャン子                                             | おニャン子クラブ                                                                                 |
| 3  | 1986年 | 流行語 | 大衆賞           | プッツン                                               | 片岡鶴太郎                                                                                       |
| 3  | 1986年 | 流行語 | 特別賞           | やるしかない                                           | 土井たか子（第10代日本社会党中央執行委員長）                                                     |
| 3  | 1986年 | 流行語 | 特別賞           | 150円台                                                | 加藤隆一（東海銀行＝現在の三菱UFJ銀行頭取）                                                      |
| 3  | 1986年 | 流行語 | 語録賞           | バクハツだ! なんだかわからない                         | 岡本太郎                                                                                         |
| 3  | 1986年 | 流行語 | 不快語追放応援賞 | 地揚げ・底地買い                                       | 馬渕晴子                                                                                         |
| 4  | 1987年 | 新語   | 銀賞             | JR                                                     | 杉浦喬也（第10代日本国有鉄道総裁→初代日本国有鉄道清算事業団理事長）                              |
| 4  | 1987年 | 新語   | 銅賞             | 第二電電                                               | 森山信吾（第二電電＝現在のKDDI社長）                                                             |
| 4  | 1987年 | 新語   | 表現賞           | サラダ記念日                                           | 俵万智                                                                                           |
| 4  | 1987年 | 新語   | 表現賞           | 朝シャン （モーニング・シャンプー）                    | 資生堂商事セールス商品事業部                                                                     |
| 4  | 1987年 | 新語   | 表現賞           | ノリサメ                                               | 高田純次、兵藤ゆき                                                                               |
| 4  | 1987年 | 流行語 | 銀賞             | なんぎやなぁ                                           | 辛坊治郎 森たけし（共によみうりテレビアナウンサー、『ズームイン!!朝!』関西地区担当）             |
| 4  | 1987年 | 流行語 | 銅賞             | ゴクミ                                                 | 後藤久美子                                                                                       |
| 4  | 1987年 | 流行語 | 大衆賞           | マンガ日本経済入門                                     | 石ノ森章太郎                                                                                     |
| 4  | 1987年 | 流行語 | 大衆賞           | ワンフィンガー ツーフィンガー                          | 村松友視                                                                                         |
| 4  | 1987年 | 流行語 | 大衆賞           | サンキューセット                                       | 藤田田（日本マクドナルド創業者・初代社長）                                                       |
| 4  | 1987年 | 特別賞 | 特別功労賞       | “国際”国家                                             | 中曽根康弘                                                                                       |
| 4  | 1987年 | 特別賞 | 特別賞           | 鉄人                                                   | 衣笠祥雄（広島東洋カープ選手）                                                                   |
| 5  | 1988年 | 新語   | 銀賞             | ハナモク                                               | 松屋                                                                                             |
| 5  | 1988年 | 新語   | 銅賞             | トマト銀行                                             | 吉田憲治（山陽相互銀行＝現在のトマト銀行社長）                                                   |
| 5  | 1988年 | 新語   | 表現賞           | 遠赤（効果）                                           | 遠赤外線国際研究会                                                                               |
| 5  | 1988年 | 新語   | 表現賞           | カイワレ族                                             | 村崎芙蓉子                                                                                       |
| 5  | 1988年 | 流行語 | 銀賞             | ドライ戦争                                             | 樋口廣太郎（朝日麦酒社長）                                                                       |
| 5  | 1988年 | 流行語 | 銅賞             | シーマ（現象）                                         | 久米豊（日産自動車社長）                                                                         |
| 5  | 1988年 | 流行語 | 大衆賞           | アグネス論争                                           | アグネス・チャン                                                                                 |
| 5  | 1988年 | 流行語 | 大衆賞           | 5時から（男）                                          | 高田純次                                                                                         |
| 5  | 1988年 | 流行語 | 大衆賞           | しょうゆ顔・ソース顔                                   | 東山紀之 錦織一清（共に少年隊メンバー）                                                          |
| 5  | 1988年 | 特別賞 | 特別功労賞       | 一村一品／ヒューマン・ブランド                         | 平松守彦（大分県知事）                                                                           |
| 5  | 1988年 | 特別賞 | 人語一体傑作賞   | ユンケルンバ ガンバルンバ                              | 森田一義                                                                                         |
| 5  | 1988年 | 特別賞 | 報道傑作賞       | ふつうは“汚職”と申します                               | 山本泰夫、藤田実（産経新聞東京本社政治部記者）                                                   |
| 6  | 1989年 | 新語   | 銀賞             | Hanako                                                 | 木滑良久（マガジンハウス社長）                                                                   |
| 6  | 1989年 | 新語   | 銅賞             | DODA／デューダ（する）                                 | 井上美悠紀（学生援護会＝現在のパーソルホールディングス社長）                                     |
| 6  | 1989年 | 新語   | 表現賞           | まじめ×ゆかい                                          | 八木靖浩（川崎製鉄＝現在のJFEスチール社長）                                                      |
| 6  | 1989年 | 新語   | 表現賞           | 濡れ落葉                                               | 樋口恵子                                                                                         |
| 6  | 1989年 | 流行語 | 銀賞             | ケジメ                                                 | 久米宏（テレビ朝日『ニュースステーション』初代キャスター）                                       |
| 6  | 1989年 | 流行語 | 銅賞             | 24時間タタカエマスカ                                   | 時任三郎                                                                                         |
| 6  | 1989年 | 流行語 | 大衆賞           | イカ天                                                 | 三宅裕司（TBS『三宅裕司のいかすバンド天国』司会）                                                |
| 6  | 1989年 | 流行語 | 大衆賞           | こんなん出ましたけど〜                                 | 泉アツノ                                                                                         |
| 6  | 1989年 | 特別   | 特別賞           | 『壁』解放                                             | シュミット・マンフレット（在東京東ドイツ特命全権大使）                                           |
| 6  | 1989年 | 特別   | 特別賞           | 平成                                                   | 平成元年1月8日午前0時0分10秒生まれの男児                                                         |
| 6  | 1989年 | 特別   | 特別賞           | 「NO」と言える日本                                     | 石原慎太郎                                                                                       |
| 7  | 1990年 | 新語   | 銀賞             | “ブッシュ”ホン                                         | 岡崎守恭（日本経済新聞東京本社政治部記者）                                                       |
| 7  | 1990年 | 新語   | 銅賞             | オヤジギャル                                           | 中尊寺ゆつこ                                                                                     |
| 7  | 1990年 | 新語   | 表現賞           | アッシーくん                                           | 自称「アッシーくん」たち                                                                         |
| 7  | 1990年 | 流行語 | 銀賞             | バブル経済                                             | 該当者なし                                                                                       |
| 7  | 1990年 | 流行語 | 銅賞             | 一番搾り                                               | 本山英世（麒麟麦酒社長）                                                                         |
| 7  | 1990年 | 流行語 | 銅賞             | パスポートサイズ                                       | 出井伸之（ソニー取締役） 浅野温子                                                                |
| 7  | 1990年 | 流行語 | 大衆賞           | 愛される理由                                           | 二谷友里恵                                                                                       |
| 7  | 1990年 | 特別   | 人語一体／語録賞 | 昭和生まれの明治男                                     | 村田兆治（NHK野球解説者、元プロ野球ロッテオリオンズ投手）夫妻                                    |
| 7  | 1990年 | 特別   | 年間多発語句賞   | 気象観測史上（はじめての…）                            | テレビ各局のお天気キャスター                                                                     |
| 7  | 1990年 | 特別   | 特別賞           | スペシャルゲスト                                       | ラシード・ムハンマド・サイード・アッ＝リファーイー（在東京イラク共和国特命全権大使）             |

### 年間大賞選定以後
1991年（平成3年）以降の受賞者一覧。

#### 年間大賞
| 回 | 年度   | 年間大賞 | 受賞者 |
| -- | ------ | --- | --- |
| 8  | 1991年 | …じゃあ〜りませんか                                                                                             | チャーリー浜                                                                                              |
| 9  | 1992年 | 「うれしいような、かなしいような」 「はだかのおつきあい」                                                       | きんさんぎんさん                                                                                          |
| 10 | 1993年 | Jリーグ | 川淵三郎（初代Jリーグチェアマン）                                                                         |
| 11 | 1994年 | すったもんだがありました                                                                                        | 宮沢りえ                                                                                                  |
| 11 | 1994年 | イチロー（効果）                                                                                                | イチロー（プロ野球オリックス・ブルーウェーブ外野手）                                                      |
| 11 | 1994年 | 同情するならカネをくれ                                                                                          | 安達祐実                                                                                                  |
| 12 | 1995年 | 無党派 | 青島幸男（東京都知事）                                                                                    |
| 12 | 1995年 | NOMO | 野茂英雄（ロサンゼルス・ドジャース投手）                                                                  |
| 12 | 1995年 | がんばろうKOBE                                                                                                  | 仰木彬（プロ野球オリックス・ブルーウェーブ監督）                                                          |
| 13 | 1996年 | 自分で自分をほめたい                                                                                            | 有森裕子（マラソン選手）                                                                                  |
| 13 | 1996年 | 友愛 / 排除の論理                                                                                               | 鳩山由紀夫（民主党代表）                                                                                  |
| 13 | 1996年 | メークドラマ | 長嶋茂雄（読売ジャイアンツ監督）                                                                          |
| 14 | 1997年 | 失楽園（する）                                                                                                  | 渡辺淳一、黒木瞳                                                                                          |
| 15 | 1998年 | ハマの大魔神 | 佐々木主浩（プロ野球横浜ベイスターズ投手）                                                                |
| 15 | 1998年 | 凡人・軍人・変人                                                                                                | 田中真紀子（衆議院議員）                                                                                  |
| 15 | 1998年 | だっちゅーの | パイレーツ（お笑いコンビ）                                                                                |
| 16 | 1999年 | ブッチホン | 小渕恵三（第84代内閣総理大臣）                                                                            |
| 16 | 1999年 | リベンジ | 松坂大輔（プロ野球西武ライオンズ投手）                                                                    |
| 16 | 1999年 | 雑草魂 | 上原浩治（読売ジャイアンツ投手）                                                                          |
| 17 | 2000年 | おっはー | 慎吾ママ（香取慎吾）                                                                                      |
| 17 | 2000年 | IT革命 | 木下斉（商店街ネットワーク社長・早稲田大学高等学院3年）                                                   |
| 18 | 2001年 | 「小泉語録」 （米百俵・聖域なき構造改革・ 恐れず怯まず捉われず・骨太の方針・ ワイドショー内閣・改革の「痛み」） | 小泉純一郎（第86代内閣総理大臣）                                                                          |
| 19 | 2002年 | タマちゃん | 佐々木裕司（第一発見者で川崎市中原区在住の一般市民） 黒住祐子（フジテレビ『スーパーニュース』レポーター） |
| 19 | 2002年 | W杯（中津江村）                                                                                                 | 坂本休（大分県中津江村長）                                                                                |
| 20 | 2003年 | 毒まんじゅう | 野中広務（元衆議院議員）                                                                                  |
| 20 | 2003年 | なんでだろう〜                                                                                                  | テツandトモ（お笑いグループ）                                                                             |
| 20 | 2003年 | マニフェスト | 北川正恭（早稲田大学教授）                                                                                |
| 21 | 2004年 | チョー気持ちいい                                                                                                | 北島康介（水泳選手）                                                                                      |
| 22 | 2005年 | 小泉劇場 | 武部勤（第39代自由民主党幹事長）                                                                          |
| 22 | 2005年 | 想定内（外） | 堀江貴文（ライブドア社長）                                                                                |
| 23 | 2006年 | イナバウアー | 荒川静香（プロスケーター）                                                                                |
| 23 | 2006年 | 品格 | 藤原正彦（数学者）                                                                                        |
| 24 | 2007年 | （宮崎を）どげんかせんといかん                                                                                  | 東国原英夫（宮崎県知事）                                                                                  |
| 24 | 2007年 | ハニカミ王子 | 石川遼（ゴルファー）                                                                                      |
| 25 | 2008年 | グ〜! | エド・はるみ                                                                                              |
| 25 | 2008年 | アラフォー | 天海祐希                                                                                                  |
| 26 | 2009年 | 政権交代 | 鳩山由紀夫（第93代内閣総理大臣）                                                                          |
| 27 | 2010年 | ゲゲゲの〜 | 武良布枝（『ゲゲゲの女房』作者）                                                                          |
| 28 | 2011年 | なでしこジャパン                                                                                                | 小倉純二（日本サッカー協会会長） 代理：上田栄治（日本サッカー協会女子委員会委員長）                       |
| 29 | 2012年 | ワイルドだろぉ                                                                                                  | スギちゃん                                                                                                |
| 30 | 2013年 | 今でしょ! | 林修（東進ハイスクール・東進衛星予備校講師）                                                              |
| 30 | 2013年 | お・も・て・な・し                                                                                              | 滝川クリステル                                                                                            |
| 30 | 2013年 | じぇじぇじぇ | 宮藤官九郎 能年玲奈                                                                                       |
| 30 | 2013年 | 倍返し | 堺雅人 TBSテレビ『半沢直樹』チーム                                                                        |
| 31 | 2014年 | ダメよ〜ダメダメ                                                                                                | 日本エレキテル連合（中野聡子、橋本小雪）                                                                  |
| 31 | 2014年 | 集団的自衛権 | 受賞者辞退                                                                                                |
| 32 | 2015年 | 爆買い | 羅怡文（ラオックス代表取締役社長）                                                                        |
| 32 | 2015年 | トリプルスリー                                                                                                  | 柳田悠岐（福岡ソフトバンクホークス外野手） 山田哲人（東京ヤクルトスワローズ内野手）                       |
| 33 | 2016年 | 神ってる | 緒方孝市（広島東洋カープ監督） 鈴木誠也（広島東洋カープ外野手）                                           |
| 34 | 2017年 | インスタ映え | CanCam it girl                                                                                            |
| 34 | 2017年 | 忖度 | 稲本ミノル（株式会社ヘソプロダクション代表取締役）                                                        |
| 35 | 2018年 | そだねー | ロコ・ソラーレ（平昌オリンピックカーリング女子日本代表）                                                  |
| 36 | 2019年 | ONE TEAM | ラグビーワールドカップ2019 日本代表                                                                       |
| 37 | 2020年 | 3密 | 小池百合子（第21代東京都知事）                                                                            |
| 38 | 2021年 | リアル二刀流/ショータイム                                                                                       | 大谷翔平（MLBロサンゼルス・エンゼルス選手）                                                               |
| 39 | 2022年 | 村神様 | 村上宗隆（東京ヤクルトスワローズ内野手）                                                                  |
| 40 | 2023年 | アレ（A.R.E）                                                                                                   | 岡田彰布（阪神タイガース監督）                                                                            |
| 41 | 2024年 | ふてほど | TBS系金曜ドラマ『不適切にもほどがある!』                                                                  |

#### 年間大賞以外の受賞語

##### トップテン選出以前
| 回 | 年度   | 部門   | 賞             | 受賞語                       | 受賞者                                                         |
| -- | ------ | ------ | -------------- | ---------------------------- | -------------------------------------------------------------- |
| 8  | 1991年 | 新語   | 金賞           | 火砕流                       | 花田簡輔ほか（気象庁雲仙岳測候所）                             |
| 8  | 1991年 | 新語   | 銀賞           | ひとめぼれ                   | 伊藤亘                                                         |
| 8  | 1991年 | 新語   | 銅賞           | 八月革命                     | 該当者なし                                                     |
| 8  | 1991年 | 表現   | 金賞           | 川崎劇場                     | 金田正一（元ロッテオリオンズ監督）                             |
| 8  | 1991年 | 表現   | 銀賞           | 地球にやさしい               | 田代忠之（講談社学芸局局長）                                   |
| 8  | 1991年 | 表現   | 銀賞           | 紺ブレ                       | 自称紺ブレ着こなし自慢代表                                     |
| 8  | 1991年 | 流行語 | 金賞           | 若貴                         | 花田憲子                                                       |
| 8  | 1991年 | 流行語 | 銀賞           | 重大な決意                   | 石破茂、簗瀬進、今津寛、佐藤謙一郎                             |
| 8  | 1991年 | 流行語 | 銅賞           | 損失補填                     | 武井共夫（全国証券問題研究会）                                 |
| 8  | 1991年 | 大衆   | 金賞           | 僕は死にましぇ〜ん           | 武田鉄矢                                                       |
| 8  | 1991年 | 大衆   | 銀賞           | ダダーン ボヨヨン ボヨヨン   | 松浦義二（ピップフジモト代表取締役社長）                       |
| 8  | 1991年 | 大衆   | 銅賞           | ダンス甲子園                 | 日本テレビ『天才・たけしの元気が出るテレビ!!』                 |
| 8  | 1991年 | 特別   | 特別賞         | チャネリング                 | 大川隆法（幸福の科学総裁）                                     |
| 8  | 1991年 | 特別   | 連鎖語賞       | 雅美さん、雅子さん、たぬき顔 | 梨元勝                                                         |
| 9  | 1992年 | 新語   | 金賞           | ほめ殺し                     | 小林泰一郎（毎日新聞社『サンデー毎日』編集部員）               |
| 9  | 1992年 | 新語   | 銀賞           | カード破産                   | 宇都宮健児（弁護士）                                           |
| 9  | 1992年 | 新語   | 銅賞           | もつ鍋                       | 井上修一（もつ鍋「元気」主人）                                 |
| 9  | 1992年 | 表現   | 金賞           | 複合不況                     | 宮崎義一（『複合不況』著者）                                   |
| 9  | 1992年 | 表現   | 銀賞           | 9K                           | 江尻尚子                                                       |
| 9  | 1992年 | 表現   | 銅賞           | 謝長悔長                     | 浦上由子（主婦）                                               |
| 9  | 1992年 | 流行語 | 金賞           | 冬彦さん                     | 佐野史郎、野際陽子                                             |
| 9  | 1992年 | 流行語 | 銀賞           | ねェ、チューして             | 唐沢寿明                                                       |
| 9  | 1992年 | 流行語 | 銅賞           | 上申書                       | 小林正（建設会社社長）                                         |
| 9  | 1992年 | 大衆語 | 金賞           | 宇宙授業                     | 毛利衛（宇宙飛行士）                                           |
| 9  | 1992年 | 大衆語 | 銀賞           | 歌手の小金沢クン             | 小金沢昇司                                                     |
| 9  | 1992年 | 大衆語 | 銅賞           | ツイン・ピークス             | ツインピークス・ファンクラブ                                   |
| 9  | 1992年 | 特別語 | 特別賞         | Time for Change              | 駐日アメリカ合衆国大使館（特命全権大使ウォルター・モンデール） |
| 10 | 1993年 | 新語   | 金賞           | サポーター                   | 設楽りさ子                                                     |
| 10 | 1993年 | 新語   | 銀賞           | 新・○○                       | 坂本一生                                                       |
| 10 | 1993年 | 新語   | 銅賞           | FA（フリーエージェント）     | 落合博満（野球選手）                                           |
| 10 | 1993年 | 流行語 | 金賞           | 規制緩和                     | 青木定雄（MKタクシー会長）                                     |
| 10 | 1993年 | 流行語 | 銀賞           | 清貧                         | 中野孝次（作家）                                               |
| 10 | 1993年 | 流行語 | 銅賞           | 天の声                       | 対象者が拘留中のため保留                                       |
| 10 | 1993年 | 大衆語 | 金賞           | 親分                         | 大沢啓二（日本ハムファイターズ監督）                           |
| 10 | 1993年 | 大衆語 | 銀賞           | 聞いてないよォ               | ダチョウ倶楽部                                                 |
| 10 | 1993年 | 大衆語 | 銅賞           | お立ち台                     | 古宇田敬子、小川敬子（お立ち台ギャルNo.1）                     |
| 10 | 1993年 | 表現   | 金賞           | 2500円スーツ                 | 洋服の青山東京銀座店                                           |
| 10 | 1993年 | 表現   | 銀賞           | ウゴウゴルーガ               | 田嶋秀任、小出由華                                             |
| 10 | 1993年 | 表現   | 銅賞           | たま・ひよ（族）             | 綿引出、森久美子（たま・ひよママ代表）                         |
| 10 | 1993年 | 特別賞 | 年間傑作語録賞 | 悪妻は夫をのばす             | 落合信子（落合博満の妻）                                       |

##### トップテン選出以後
| 回 | 年度   | 賞               | 受賞語                                                                                      | 受賞者 |
| -- | ------ | ---------------- | ------------------------------------------------------------------------------------------- | --- |
| 11 | 1994年 | トップテン       | 価格破壊                                                                                    | 中内㓛（ダイエー創業者、会長兼社長） |
| 11 | 1994年 | トップテン       | ヤンママ                                                                                    | 田村恵子（笠倉出版社） |
| 11 | 1994年 | トップテン       | 新・新党                                                                                    | 小沢一郎 |
| 11 | 1994年 | トップテン       | 大往生                                                                                      | 永六輔 |
| 11 | 1994年 | トップテン       | 人にやさしい政治                                                                            | 保留 |
| 11 | 1994年 | トップテン       | 契約スチュワーデス                                                                          | 表彰者なし |
| 11 | 1994年 | トップテン       | 関空（かんくう）                                                                            | 服部経治（関西国際空港社長） |
| 11 | 1994年 | 審査員特選造語賞 | ゴーマニズム                                                                                | 小林よしのり |
| 11 | 1994年 | 審査員特選造語賞 | 就職氷河期                                                                                  | 長薗安浩（元リクルート『就職ジャーナル』編集長） |
| 12 | 1995年 | トップテン       | ライフライン                                                                                | 栗田裕夫（セブン-イレブン・ジャパン社長） |
| 12 | 1995年 | トップテン       | 安全神話                                                                                    | 佐々淳行（元内閣安全保障室長） |
| 12 | 1995年 | トップテン       | だ・よ・ね（DA・YO・NE） ま、いっか（MAICCA）                                               | EAST END×YURI |
| 12 | 1995年 | トップテン       | 変わらなきゃ                                                                                | 辻義文（日産自動車社長） |
| 12 | 1995年 | トップテン       | 官官接待                                                                                    | 井上善雄（全国市民オンブズマン連絡会議代表） |
| 12 | 1995年 | トップテン       | 見た目で選んで何が悪いの!                                                                   | 瀬戸朝香 |
| 12 | 1995年 | トップテン       | インターネット                                                                              | 村井純（慶応義塾大学教授） |
| 13 | 1996年 | トップテン       | 援助交際                                                                                    | 黒沼克史（ルポライター） |
| 13 | 1996年 | トップテン       | ルーズソックス                                                                              | 鴇田章（ブロンドール社長） |
| 13 | 1996年 | トップテン       | チョベリバ チョベリグ                                                                       | [ 注釈 5 ] |
| 13 | 1996年 | トップテン       | 閉塞感（打開）                                                                              | 比嘉憲司 中村清子（沖縄県民大会で在日米軍問題について述べた高校生） |
| 13 | 1996年 | トップテン       | アムラー                                                                                    | 正統「アムラー」を自称する皆さん |
| 13 | 1996年 | トップテン       | ガンと闘うな（がんもどき理論）                                                              | 近藤誠（慶応義塾大学医学部講師） |
| 13 | 1996年 | トップテン       | 不作為責任                                                                                  | 川田龍平（東京HIV訴訟原告） |
| 14 | 1997年 | トップテン       | たまごっち                                                                                  | 真板亜紀（バンダイ玩具第一事業部） |
| 14 | 1997年 | トップテン       | 時のアセス                                                                                  | 堀達也（北海道知事） |
| 14 | 1997年 | トップテン       | ガーデニング                                                                                | 八木波奈子（『私の部屋ビズ』編集長） |
| 14 | 1997年 | トップテン       | 日本版ビッグバン                                                                            | 松井道夫（松井証券社長） |
| 14 | 1997年 | トップテン       | 透明な存在                                                                                  | 田島一昌（『FOCUS』編集長） |
| 14 | 1997年 | トップテン       | もののけ（姫）                                                                              | 宮崎駿 |
| 14 | 1997年 | トップテン       | パパラッチ                                                                                  | 省略 |
| 14 | 1997年 | トップテン       | マイブーム                                                                                  | みうらじゅん |
| 14 | 1997年 | トップテン       | 郵政3事業                                                                                   | 小泉純一郎（厚生大臣） |
| 15 | 1998年 | トップテン       | 環境ホルモン                                                                                | 井口泰泉（横浜市立大学理学部教授） |
| 15 | 1998年 | トップテン       | 貸し渋り                                                                                    | 保留 |
| 15 | 1998年 | トップテン       | 老人力                                                                                      | 赤瀬川原平 |
| 15 | 1998年 | トップテン       | ショムニ                                                                                    | 安田弘之 |
| 15 | 1998年 | トップテン       | モラル・ハザード                                                                            | 中坊公平（住宅金融債権管理機構社長） |
| 15 | 1998年 | トップテン       | 冷めたピザ                                                                                  | ジョン・ニューファー（三井海上基礎研究所） |
| 15 | 1998年 | トップテン       | 日本列島総不況                                                                              | 堺屋太一（経済企画庁長官） |
| 15 | 1998年 | 特別賞           | スマイリング・コミュニスト                                                                  | 不破哲三（第4代日本共産党委員長） |
| 15 | 1998年 | 特別賞           | ボキャ貧                                                                                    | 小渕恵三（内閣総理大臣） |
| 16 | 1999年 | トップテン       | 学校（級）崩壊                                                                              | 河上亮一（プロ教師の会〈埼玉教育塾〉主宰） |
| 16 | 1999年 | トップテン       | カリスマ                                                                                    | 中根麗子ほか（ファッションショップ「Egoist」店員） |
| 16 | 1999年 | トップテン       | ミッチー・サッチー                                                                          | 浅香光代 |
| 16 | 1999年 | トップテン       | 西暦2000年問題                                                                              | 井谷厚（東急ハンズ新宿店） |
| 16 | 1999年 | トップテン       | だんご3兄弟                                                                                 | 古屋光昭ほか（NHK「おかあさんといっしょ」） |
| 16 | 1999年 | トップテン       | 癒し                                                                                        | 西口勇（和歌山県知事） |
| 16 | 1999年 | トップテン       | iモード                                                                                     | 立川敬二（NTT移動通信網＝現在のNTTドコモ代表取締役） |
| 17 | 2000年 | トップテン       | Qちゃん                                                                                     | 高橋尚子（マラソン金メダリスト） 小出義雄（積水化学女子マラソン部監督） |
| 17 | 2000年 | トップテン       | ジコチュー（ジコ虫）                                                                        | 寺尾睦男（公共広告機構理事長） |
| 17 | 2000年 | トップテン       | 一七歳                                                                                      | 受賞者なし |
| 17 | 2000年 | トップテン       | パラパラ                                                                                    | 紅田昇（神楽坂ツインスター支配人） |
| 17 | 2000年 | トップテン       | めっちゃ悔し〜い                                                                            | 田島寧子（水泳銀メダリスト） |
| 17 | 2000年 | トップテン       | ワタシ（私）的には…                                                                         | 飯島愛 |
| 17 | 2000年 | トップテン       | 「官」対「民」                                                                              | 福田昭夫（栃木県知事） |
| 17 | 2000年 | 特別賞           | 最高で金 最低でも金                                                                         | 田村亮子（柔道金メダリスト） |
| 18 | 2001年 | トップテン       | 明日があるさ                                                                                | Re:Japan |
| 18 | 2001年 | トップテン       | e-ポリティックス                                                                            | 天野外支子（市民団体代表） |
| 18 | 2001年 | トップテン       | 狂牛病                                                                                      | 一瀬邦夫（ペッパーフードサービス代表） |
| 18 | 2001年 | トップテン       | 塩爺（しおじい）                                                                            | 塩川正十郎（財務大臣・衆議院議員） |
| 18 | 2001年 | トップテン       | ショー・ザ・フラッグ                                                                        | 該当者なし |
| 18 | 2001年 | トップテン       | 生物兵器（BC兵器）                                                                          | 常石敬一（神奈川大学教授） |
| 18 | 2001年 | トップテン       | 抵抗勢力                                                                                    | 受賞者なし |
| 18 | 2001年 | トップテン       | ドメスティック・バイオレンス（DV）                                                          | DV調査研究会（代表・吉浜美恵子） |
| 18 | 2001年 | トップテン       | ブロードバンド                                                                              | 孫正義（ソフトバンク代表） |
| 18 | 2001年 | トップテン       | ヤだねったら、ヤだね                                                                        | 氷川きよし |
| 18 | 2001年 | 語録賞           | 人間て、なかなか死なないもんだ                                                              | 武智三繁（長崎県の漁船船長） |
| 18 | 2001年 | 語録賞           | ファンの皆さま本当に日本一、 おめでとうございます                                           | 若松勉（ヤクルトスワローズ監督） |
| 19 | 2002年 | トップテン       | 貸し剥がし                                                                                  | 保留 |
| 19 | 2002年 | トップテン       | 声に出して読みたい日本語                                                                    | 齋藤孝（明治大学文学部助教授） |
| 19 | 2002年 | トップテン       | 真珠夫人                                                                                    | 鶴啓二郎（東海テレビ『THKドラマ』プロデューサー） |
| 19 | 2002年 | トップテン       | ダブル受賞                                                                                  | 小柴昌俊 田中耕一 |
| 19 | 2002年 | トップテン       | 内部告発                                                                                    | 串岡弘昭（『ホイッスルブローアー＝内部告発者』の著者） |
| 19 | 2002年 | トップテン       | ベッカム様                                                                                  | 藤本信一郎（ウェスティンホテル淡路総支配人） |
| 19 | 2002年 | トップテン       | ムネオハウス                                                                                | 佐々木憲昭（共産党衆院議員） |
| 19 | 2002年 | トップテン       | 拉致                                                                                        | なし |
| 19 | 2002年 | 特別賞           | Godzilla                                                                                    | 松井秀喜（プロ野球・読売ジャイアンツ選手） |
| 20 | 2003年 | トップテン       | 勝ちたいんや!                                                                               | 星野仙一（第29代阪神タイガース監督） |
| 20 | 2003年 | トップテン       | コメ泥棒                                                                                    | 該当者なし |
| 20 | 2003年 | トップテン       | SARS                                                                                        | 該当者なし |
| 20 | 2003年 | トップテン       | 年収300万円                                                                                 | 森永卓郎（UFJ総合研究所経済・社会政策部長） |
| 20 | 2003年 | トップテン       | バカの壁                                                                                    | 養老孟司（東京大学名誉教授・解剖学者） |
| 20 | 2003年 | トップテン       | ビフォーアフター                                                                            | 加藤みどり（朝日放送『大改造!!劇的ビフォーアフター』ナレーター） |
| 20 | 2003年 | トップテン       | へぇ〜                                                                                      | 高橋克実、八嶋智人 |
| 21 | 2004年 | トップテン       | 気合だー!                                                                                   | アニマル浜口 |
| 21 | 2004年 | トップテン       | サプライズ                                                                                  | 武部勤（自由民主党幹事長） |
| 21 | 2004年 | トップテン       | 自己責任                                                                                    | 該当者なし |
| 21 | 2004年 | トップテン       | 新規参入                                                                                    | 堀江貴文（ライブドア社長） |
| 21 | 2004年 | トップテン       | セカチュー                                                                                  | 片山恭一 |
| 21 | 2004年 | トップテン       | 中二階                                                                                      | 山本一太（参議院議員） |
| 21 | 2004年 | トップテン       | …って言うじゃない… ○○斬り! …残念!!                                                          | 波田陽区 |
| 21 | 2004年 | トップテン       | 負け犬                                                                                      | 酒井順子 |
| 21 | 2004年 | トップテン       | 冬ソナ                                                                                      | 萩原聖人、田中美里 |
| 22 | 2005年 | トップテン       | クールビズ                                                                                  | 小池百合子（第7代環境大臣・衆議院議員） |
| 22 | 2005年 | トップテン       | 刺客                                                                                        | 該当者なし |
| 22 | 2005年 | トップテン       | ちょいモテオヤジ                                                                            | 岸田一郎（『LEON』編集長） |
| 22 | 2005年 | トップテン       | フォーー!                                                                                   | レイザーラモンHG |
| 22 | 2005年 | トップテン       | 富裕層                                                                                      | 田中嘉一（すみしんウェルスパートナーズ社長） |
| 22 | 2005年 | トップテン       | ブログ                                                                                      | カズマ（「鬼嫁日記」のブロガー） |
| 22 | 2005年 | トップテン       | ボビーマジック                                                                              | サブロー、今江敏晃（共に千葉ロッテマリーンズ選手） |
| 22 | 2005年 | トップテン       | 萌え〜                                                                                      | 完全メイド宣言（秋葉原のメイドさんグループ） |
| 23 | 2006年 | トップテン       | エロカッコイイ（エロカワイイ）                                                              | 倖田來未 |
| 23 | 2006年 | トップテン       | 格差社会                                                                                    | 山田昌弘（東京学芸大学教授） |
| 23 | 2006年 | トップテン       | シンジラレナ〜イ                                                                            | トレイ・ヒルマン（プロ野球北海道日本ハムファイターズ監督） |
| 23 | 2006年 | トップテン       | たらこ・たらこ・たらこ                                                                      | キグルミ（小学生ユニット） |
| 23 | 2006年 | トップテン       | 脳トレ                                                                                      | 川島隆太（東北大学教授） |
| 23 | 2006年 | トップテン       | ハンカチ王子                                                                                | 斎藤佑樹（早稲田実業学校高等部硬式野球部員） |
| 23 | 2006年 | トップテン       | ミクシィ                                                                                    | 笠原健治（ミクシィ創業者・社長） |
| 23 | 2006年 | トップテン       | メタボリックシンドローム（メタボ）                                                          | 日本内科学会 |
| 24 | 2007年 | トップテン       | （消えた）年金                                                                              | 舛添要一（第9代厚生労働大臣） |
| 24 | 2007年 | トップテン       | そんなの関係ねぇ                                                                            | 小島よしお |
| 24 | 2007年 | トップテン       | どんだけぇ〜                                                                                | IKKO（メイクアップアーティスト） |
| 24 | 2007年 | トップテン       | 鈍感力                                                                                      | 渡辺淳一 |
| 24 | 2007年 | トップテン       | 食品偽装                                                                                    | 受賞者なし |
| 24 | 2007年 | トップテン       | ネットカフェ難民                                                                            | 川崎昌平（『ネットカフェ難民』著者） |
| 24 | 2007年 | トップテン       | 大食い                                                                                      | ギャル曽根 |
| 24 | 2007年 | トップテン       | 猛暑日                                                                                      | 瀧沢寧和（熊谷市直実商店会会長） |
| 25 | 2008年 | トップテン       | 居酒屋タクシー                                                                              | 長妻昭（衆議院議員） |
| 25 | 2008年 | トップテン       | 名ばかり管理職                                                                              | 高野広志（日本マクドナルド店長） |
| 25 | 2008年 | トップテン       | 埋蔵金                                                                                      | 中川秀直（元自由民主党幹事長） |
| 25 | 2008年 | トップテン       | 蟹工船                                                                                      | 長谷川仁美（ブックエキスプレス ディラ上野店店員） |
| 25 | 2008年 | トップテン       | ゲリラ豪雨                                                                                  | 石橋博良（ウェザーニューズ代表取締役） |
| 25 | 2008年 | トップテン       | 後期高齢者                                                                                  | 山崎英也（マスターズ陸上選手） |
| 25 | 2008年 | トップテン       | あなたとは違うんです                                                                        | 受賞者なし |
| 25 | 2008年 | 審査員特別賞     | 上野の413球                                                                                 | 上野由岐子（ソフトボール選手） |
| 26 | 2009年 | トップテン       | こども店長                                                                                  | 加藤清史郎 |
| 26 | 2009年 | トップテン       | 事業仕分け                                                                                  | 行政刷新会議と（蓮舫率いる）事業仕分け作業チーム |
| 26 | 2009年 | トップテン       | 新型インフルエンザ                                                                          | 木村盛世（厚生労働医系技官） |
| 26 | 2009年 | トップテン       | 草食男子                                                                                    | 小池徹平、深澤真紀 |
| 26 | 2009年 | トップテン       | 脱官僚                                                                                      | 渡辺喜美（衆議院議員） |
| 26 | 2009年 | トップテン       | 派遣切り                                                                                    | 関根秀一郎（派遣ユニオン書記長） |
| 26 | 2009年 | トップテン       | ファストファッション                                                                        | 益若つばさ |
| 26 | 2009年 | トップテン       | ぼやき                                                                                      | 野村克也（元東北楽天ゴールデンイーグルス監督） |
| 26 | 2009年 | トップテン       | 歴女（レキジョ）                                                                            | 杏 |
| 27 | 2010年 | トップテン       | いい質問ですねぇ                                                                            | 池上彰 |
| 27 | 2010年 | トップテン       | イクメン                                                                                    | つるの剛士 |
| 27 | 2010年 | トップテン       | AKB48                                                                                       | AKB48 |
| 27 | 2010年 | トップテン       | 女子会                                                                                      | 大神輝博（モンテローザ社長） |
| 27 | 2010年 | トップテン       | 脱小沢                                                                                      | 受賞者なし |
| 27 | 2010年 | トップテン       | 食べるラー油                                                                                | 小出孝之（桃屋社長） |
| 27 | 2010年 | トップテン       | ととのいました                                                                              | Wコロン |
| 27 | 2010年 | トップテン       | 〜なう                                                                                      | 梅崎健理（スーパー高校生） |
| 27 | 2010年 | トップテン       | 無縁社会                                                                                    | NHK「無縁社会」制作チーム |
| 27 | 2010年 | 特別賞           | 何か持っていると言われ続けてきました。 今日何を持っているのか確信しました… それは仲間です。 | 斎藤佑樹（早稲田大学野球部主将） |
| 28 | 2011年 | トップテン       | 絆                                                                                          | なし （今活動しているボランティアを含め日本国民、 そして海外から日本を応援くださったすべてのみなさま） |
| 28 | 2011年 | トップテン       | スマホ                                                                                      | AND market 霞が関 西川征一（NECモバイリングマーケティング戦略本部 セールス事業推進本部マネージャー） |
| 28 | 2011年 | トップテン       | どじょう内閣                                                                                | 野田佳彦（第95代内閣総理大臣） |
| 28 | 2011年 | トップテン       | どや顔                                                                                      | 受賞者辞退 |
| 28 | 2011年 | トップテン       | 帰宅難民                                                                                    | 東日本大震災で帰宅難民となった約500万人の皆様 代表して帰宅難民のお一人・小川さん |
| 28 | 2011年 | トップテン       | こだまでしょうか                                                                            | ACジャパン 尾形敏朗（ACジャパン事務局次長・クリエイティブディレクター） |
| 28 | 2011年 | トップテン       | 3.11                                                                                        | 枝野幸男（内閣官房長官） |
| 28 | 2011年 | トップテン       | 風評被害                                                                                    | 受賞者なし |
| 28 | 2011年 | トップテン       | ラブ注入                                                                                    | 楽しんご |
| 29 | 2012年 | トップテン       | iPS細胞                                                                                     | 山中伸弥（京都大学iPS細胞研究所所長） |
| 29 | 2012年 | トップテン       | 維新                                                                                        | 橋下徹（大阪維新の会創立者、日本維新の会代表代行） |
| 29 | 2012年 | トップテン       | LCC                                                                                         | Peach Aviation エアアジア・ジャパン ジェットスター・ジャパン |
| 29 | 2012年 | トップテン       | 終活                                                                                        | 朝日新聞出版『週刊朝日』編集部 金子哲雄（流通ジャーナリスト） |
| 29 | 2012年 | トップテン       | 第3極                                                                                       | 第3極のみなさま （表彰式出席：社民党党首福島瑞穂・みんなの党代表渡辺喜美・みどりの風代表亀井亜紀子） |
| 29 | 2012年 | トップテン       | 近いうちに…                                                                                 | 野田佳彦（第95代内閣総理大臣） |
| 29 | 2012年 | トップテン       | 手ぶらで帰らせるわけにはいかない                                                            | 松田丈志（ロンドン五輪競泳日本代表） |
| 29 | 2012年 | トップテン       | 東京ソラマチ                                                                                | 東武グループ（東武鉄道・東武タワースカイツリー・東武タウンソラマチ） |
| 29 | 2012年 | トップテン       | 爆弾低気圧                                                                                  | ウェザーニューズ |
| 30 | 2013年 | トップテン       | アベノミクス                                                                                | 安倍晋三（第96代内閣総理大臣） |
| 30 | 2013年 | トップテン       | ご当地キャラ                                                                                | くまモン（熊本県PRマスコットキャラクター、営業部長） |
| 30 | 2013年 | トップテン       | 特定秘密保護法                                                                              | 西山太吉（ジャーナリスト） |
| 30 | 2013年 | トップテン       | PM2.5                                                                                       | 日本気象協会 |
| 30 | 2013年 | トップテン       | ブラック企業                                                                                | 今野晴貴（ブラック企業対策プロジェクト共同代表、POSSE代表） |
| 30 | 2013年 | トップテン       | ヘイトスピーチ                                                                              | 五野井郁夫（国際政治学者） |
| 30 | 2013年 | 選考委員特別賞   | 被災地が、東北が、日本がひとつになった 楽天、日本一をありがとう                             | 東北楽天ゴールデンイーグルス（監督・星野仙一） |
| 31 | 2014年 | トップテン       | ありのままで                                                                                | ディズニー『アナと雪の女王』チーム |
| 31 | 2014年 | トップテン       | カープ女子                                                                                  | 石田敦子（漫画『球場ラヴァーズ』作者） 大井智保子、古田ちさこ、天野恵（カープ女子 神3 (スリー)） |
| 31 | 2014年 | トップテン       | 壁ドン                                                                                      | 映画『L♥DK』 |
| 31 | 2014年 | トップテン       | 危険ドラッグ                                                                                | 古屋圭司（衆議院議員・元国家公安委員長） |
| 31 | 2014年 | トップテン       | ごきげんよう                                                                                | 美輪明宏（歌手・俳優） |
| 31 | 2014年 | トップテン       | マタハラ                                                                                    | 杉浦浩美（立教大学 社会福祉研究所 特任研究員） |
| 31 | 2014年 | トップテン       | 妖怪ウォッチ                                                                                | 日野晃博（レベルファイブ社長、『妖怪ウォッチ』クリエイティブプロデューサー/企画・シナリオ原案） |
| 31 | 2014年 | トップテン       | レジェンド                                                                                  | 葛西紀明（スキージャンプ選手） 青木功（プロゴルファー） 山本昌広（中日ドラゴンズ投手） |
| 32 | 2015年 | トップテン       | アベ政治を許さない                                                                          | 澤地久枝（作家） |
| 32 | 2015年 | トップテン       | 安心して下さい、穿いてますよ。                                                              | とにかく明るい安村（お笑い芸人） |
| 32 | 2015年 | トップテン       | 一億総活躍社会                                                                              | 安倍晋三（第97代内閣総理大臣） |
| 32 | 2015年 | トップテン       | エンブレム                                                                                  | 東京オリンピック・パラリンピック競技大会組織委員会（会長森喜朗） |
| 32 | 2015年 | トップテン       | 五郎丸（ポーズ）                                                                            | 五郎丸歩（ラグビー日本代表、ヤマハ発動機ジュビロ所属） |
| 32 | 2015年 | トップテン       | SEALDs                                                                                      | 奥田愛基（SEALDsメンバー） |
| 32 | 2015年 | トップテン       | ドローン                                                                                    | 野波健蔵（千葉大学大学院工学研究科・工学部 特別教授） |
| 32 | 2015年 | トップテン       | まいにち、修造!                                                                             | 松岡修造（元プロテニスプレーヤー） |
| 33 | 2016年 | トップテン       | 聖地巡礼                                                                                    | ディップ株式会社 |
| 33 | 2016年 | トップテン       | トランプ現象                                                                                | 受賞者なし |
| 33 | 2016年 | トップテン       | ゲス不倫                                                                                    | 文藝春秋『週刊文春』編集部 |
| 33 | 2016年 | トップテン       | マイナス金利                                                                                | 日本銀行（総裁黒田東彦） |
| 33 | 2016年 | トップテン       | 盛り土                                                                                      | 受賞者辞退 |
| 33 | 2016年 | トップテン       | 保育園落ちた日本死ね                                                                        | 山尾志桜里（衆議院議員） |
| 33 | 2016年 | トップテン       | ポケモンGO                                                                                  | 株式会社ナイアンティック 株式会社ポケモン |
| 33 | 2016年 | トップテン       | （僕の）アモーレ                                                                            | 長友佑都（サッカー日本代表、セリエA・インテルナツィオナーレ・ミラノ所属） |
| 33 | 2016年 | トップテン       | PPAP                                                                                        | ピコ太郎（シンガーソングライター） |
| 33 | 2016年 | 選考委員特別賞   | 復興城主                                                                                    | 熊本市（市長大西一史） |
| 34 | 2017年 | トップテン       | 35億                                                                                        | ブルゾンちえみ（お笑い芸人） |
| 34 | 2017年 | トップテン       | Jアラート                                                                                   | クリス・ブロード（YouTuber） |
| 34 | 2017年 | トップテン       | 睡眠負債                                                                                    | 枝川義邦（早稲田大学教授） |
| 34 | 2017年 | トップテン       | ひふみん                                                                                    | 加藤一二三（将棋棋士、九段） |
| 34 | 2017年 | トップテン       | フェイクニュース                                                                            | 清原聖子（明治大学情報コミュニケーション学部准教授） |
| 34 | 2017年 | トップテン       | プレミアムフライデー                                                                        | プレミアムフライデー推進協議会 |
| 34 | 2017年 | トップテン       | 魔の2回生                                                                                   | 森山志乃芙（産経新聞東京本社編集局整理記者） |
| 34 | 2017年 | トップテン       | 〇〇ファースト                                                                              | 受賞者なし |
| 34 | 2017年 | 選考委員特別賞   | 9.98                                                                                        | 桐生祥秀（東洋大学） |
| 34 | 2017年 | 選考委員特別賞   | 29連勝                                                                                      | 藤井聡太（将棋棋士、四段） |
| 35 | 2018年 | トップテン       | eスポーツ                                                                                   | 一般社団法人日本eスポーツ連合 |
| 35 | 2018年 | トップテン       | （大迫）半端ないって                                                                        | 受賞者なし |
| 35 | 2018年 | トップテン       | おっさんずラブ                                                                              | テレビ朝日ドラマ制作部「おっさんずラブ」チーム |
| 35 | 2018年 | トップテン       | ご飯論法                                                                                    | 上西充子（法政大学キャリアデザイン学部教授） 紙屋高雪（ブロガー・漫画評論家） |
| 35 | 2018年 | トップテン       | 災害級の暑さ                                                                                | 気象庁（予報部） |
| 35 | 2018年 | トップテン       | スーパーボランティア                                                                        | 受賞者なし |
| 35 | 2018年 | トップテン       | 奈良判定                                                                                    | 受賞者なし |
| 35 | 2018年 | トップテン       | ボーっと生きてんじゃねーよ!                                                                 | NHK番組「チコちゃんに叱られる!」チコちゃん |
| 35 | 2018年 | トップテン       | #MeToo                                                                                      | 私も#MeTooと声を上げた全ての人 |
| 36 | 2019年 | トップテン       | 計画運休                                                                                    | 国土交通省（鉄道局危機管理室。担当審議官磯野正義） |
| 36 | 2019年 | トップテン       | 軽減税率                                                                                    | 秋葉弘道（有限会社アキダイ代表取締役） |
| 36 | 2019年 | トップテン       | スマイリングシンデレラ／しぶこ                                                              | 渋野日向子（プロゴルファー） |
| 36 | 2019年 | トップテン       | タピる                                                                                      | 華恋、奈緒（YouTuber「たぴりすと。」） |
| 36 | 2019年 | トップテン       | ＃KuToo                                                                                     | 石川優実（アクティビスト） |
| 36 | 2019年 | トップテン       | ◯◯ペイ                                                                                      | PayPay株式会社 |
| 36 | 2019年 | トップテン       | 免許返納                                                                                    | 免許返納された全ての人 |
| 36 | 2019年 | トップテン       | 闇営業                                                                                      | 宮迫博之 |
| 36 | 2019年 | トップテン       | 令和                                                                                        | 御田良知（坂本八幡宮宮司） |
| 36 | 2019年 | 選考委員特別賞   | 後悔などあろうはずがありません                                                              | イチロー |
| 37 | 2020年 | トップテン       | 愛の不時着                                                                                  | ヒョンビン（俳優） |
| 37 | 2020年 | トップテン       | あつ森（あつまれ どうぶつの森）                                                             | 任天堂『あつまれ どうぶつの森』開発チーム |
| 37 | 2020年 | トップテン       | アベノマスク                                                                                | 小松由美（NPO法人サラダボウル代表理事） |
| 37 | 2020年 | トップテン       | アマビエ                                                                                    | 湯本豪一（民俗学者、湯本豪一記念日本妖怪博物館名誉館長） |
| 37 | 2020年 | トップテン       | オンライン○○                                                                                | 大嶌諭（東北新社取締役常務執行役員） |
| 37 | 2020年 | トップテン       | 鬼滅の刃                                                                                    | 吾峠呼世晴（漫画家） |
| 37 | 2020年 | トップテン       | Go To キャンペーン                                                                          | Go To トラベル、イートを活用した皆さん |
| 37 | 2020年 | トップテン       | ソロキャンプ                                                                                | ヒロシ（お笑い芸人） |
| 37 | 2020年 | トップテン       | フワちゃん                                                                                  | フワちゃん（YouTuber、芸人） |
| 38 | 2021年 | トップテン       | うっせぇわ                                                                                  | Ado（歌い手） |
| 38 | 2021年 | トップテン       | 親ガチャ                                                                                    | 受賞者なし |
| 38 | 2021年 | トップテン       | ゴン攻め/ビッタビタ                                                                         | 瀬尻稜（プロスケートボーダー） |
| 38 | 2021年 | トップテン       | ジェンダー平等                                                                              | 芳野友子（日本労働組合総連合会会長） |
| 38 | 2021年 | トップテン       | 人流                                                                                        | 寺前秀一（株式会社システムオリジン 人流・観光研究所所長（観光学博士）） |
| 38 | 2021年 | トップテン       | スギムライジング                                                                            | 杉村英孝（東京2020パラリンピック競技大会 ボッチャ日本代表 火ノ玉JAPAN） |
| 38 | 2021年 | トップテン       | Z世代                                                                                       | 堀潤 TOKYO MX『堀潤モーニングFLAG』の皆さん |
| 38 | 2021年 | トップテン       | ぼったくり男爵                                                                              | 共同通信社外信部 |
| 38 | 2021年 | トップテン       | 黙食                                                                                        | 三辻忍（マサラキッチン店主） |
| 39 | 2022年 | トップテン       | キーウ                                                                                      | 中澤英彦（東京外国語大学名誉教授） |
| 39 | 2022年 | トップテン       | きつねダンス                                                                                | ファイターズ スポーツ&エンターテイメント |
| 39 | 2022年 | トップテン       | 国葬儀                                                                                      | 宮間純一（中央大学文学部教授） |
| 39 | 2022年 | トップテン       | 宗教2世                                                                                     | 一般社団法人 社会調査支援機構チキラボ |
| 39 | 2022年 | トップテン       | 知らんけど                                                                                  | 知らんけどを使用している皆さん |
| 39 | 2022年 | トップテン       | スマホショルダー                                                                            | スマホショルダーを愛用されている皆さん |
| 39 | 2022年 | トップテン       | てまえどり                                                                                  | 生活協同組合コープこうべ 神戸市 一般社団法人日本フランチャイズチェーン協会 消費者庁（消費者教育推進課食品ロス削減推進室） 環境省（環境再生・資源循環局循環型社会推進室） 農林水産省（消費・安全局消費者行政・食育課およびBUZZ MAFF撮影メンバー） |
| 39 | 2022年 | トップテン       | Yakult（ヤクルト）1000                                                                      | ヤクルト本社 |
| 39 | 2022年 | トップテン       | 悪い円安                                                                                    | 小栗太（日本経済新聞東京本社編集委員） |
| 39 | 2022年 | 選考委員特別賞   | 青春って、すごく密なので                                                                    | 須江航（仙台育英高校硬式野球部監督） |
| 40 | 2023年 | トップテン       | 新しい学校のリーダーズ／首振りダンス                                                        | 新しい学校のリーダーズ |
| 40 | 2023年 | トップテン       | OSO18／アーバンベア                                                                         | 佐藤喜和（日本クマネットワーク代表、酪農学園大学教授） |
| 40 | 2023年 | トップテン       | 蛙化現象                                                                                    | 瀬間琴美、板倉香音（学生） |
| 40 | 2023年 | トップテン       | 生成AI                                                                                      | 落合陽一（メディアアーティスト） |
| 40 | 2023年 | トップテン       | 地球沸騰化                                                                                  | 横山拓也（田烏水産株式会社代表取締役） |
| 40 | 2023年 | トップテン       | ペッパーミル・パフォーマンス                                                                | キッチンワールドTDI（合羽橋道具街の厨房機器専門店） |
| 40 | 2023年 | トップテン       | 観る将                                                                                      | 公益社団法人日本将棋連盟（会長羽生善治） |
| 40 | 2023年 | トップテン       | 闇バイト                                                                                    | 受賞者なし |
| 40 | 2023年 | トップテン       | 4年ぶり／声出し応援                                                                         | AKATSUKI JAPAN 公益財団法人日本バスケットボール協会（会長三屋裕子） |
| 40 | 2023年 | 選考委員特別賞   | I'm wearing pants!（アイム・ウェアリング・パンツ）                                          | とにかく明るい安村（お笑い芸人） |
| 41 | 2024年 | トップテン       | 裏金問題                                                                                    | 上脇博之（神戸学院大学教授） |
| 41 | 2024年 | トップテン       | 界隈                                                                                        | 毎日新聞デジタル報道グループ |
| 41 | 2024年 | トップテン       | 初老ジャパン                                                                                | パリオリンピック総合馬術日本代表チーム |
| 41 | 2024年 | トップテン       | 新紙幣                                                                                      | 深谷市 |
| 41 | 2024年 | トップテン       | 50-50                                                                                       | 大谷翔平 |
| 41 | 2024年 | トップテン       | Bling-Bang-Bang-Born                                                                        | Creepy Nuts |
| 41 | 2024年 | トップテン       | ホワイト案件                                                                                | 受賞者なし |
| 41 | 2024年 | トップテン       | 名言が残せなかった                                                                          | 北口榛花 |
| 41 | 2024年 | トップテン       | もうええでしょう                                                                            | Netflixシリーズ『地面師たち』チーム |

## 選考委員

### 現在
- 金田一秀穂（杏林大学教授）
- 辛酸なめ子（漫画家・コラムニスト）
- パトリック・ハーラン（パックンマックン、お笑い芸人）
- 室井滋（女優・エッセイスト）
- やくみつる（漫画家）
- 大塚陽子（『現代用語の基礎知識』編集長）

### 過去
- 箭内道彦（クリエイティブ・ディレクター）
- 鳥越俊太郎（ジャーナリスト）
- 清水均（元『現代用語の基礎知識』編集部長）
- 姜尚中（東京大学名誉教授）
- 俵万智（歌人）

## 選定をめぐる問題

### 世論と選考委員の認識の乖離
流行語大賞は、その年に流行った言葉などから選ばれるが、世間を騒がせた事件・事故などの事案や著名人の不祥事・スキャンダルに絡んだ言葉が選ばれることもあり、マイナス面で流行った言葉を選定・受賞対象にすることは不適切であるとする批判が在る（後述の例のように、除外される場合も多い）。ただし、今年の漢字でも2007年の『偽』のような縁起の悪い言葉が選ばれたり、トップ20という全体で見れば、マイナス面のある言葉も候補入りするため、流行語大賞特有の問題というわけではない。ただ、今年の漢字や東洋大学現代学生百人一首などは、一般公募なため、広く意見が集まることや候補の漢字が得票数に左右されるという要因がある。それに対し、こちらは#概要の項目にも書かれているように読者アンケートに基づく選出という点では他と大きな差があるわけではないが、こちらは選考委員会が話し合いなどで絞り込むという仕組みとなっており、後述の2014年の「ありのまま」の一件のようにそのアンケート内に世間が認識する流行語の有無次第で結果が変わることや最終決定が得票数より選考委員の議論の結果で判断されるため、世論と選考委員の認識の乖離が発生することがある。
それに対する第三者からのコメントとしては、プチ鹿島は、流行語大賞がインターネットを中心に「そんなの流行ったのか？」というツッコミの対象になっているものの、スポーツ新聞にとっては重要なイベントであるとしている。鹿島は「流行語大賞とは『今年はこんな言葉が流行ったよね』という、おじさんによるおじさんのためのプレゼンだと思えばいい。で、そのあと『そんなの流行ってねーよ』とSNSからツッコミが発生するまでが流行語大賞なのである。そう考えると流行語大賞は『紙媒体』と『ネット』の温度差を確認できる貴重なセレモニーだともいえる」と述べている。また、伊集院光も自身のラジオ番組にて「もはやさ、炎上商法。しかも高度なテクニックを使った炎上商法にちょっと近いぞ」と論評している。能町みね子はノミネートを見ると「毎年『現政権に反対し、スポーツ観戦（特にプロ野球）が大好きで、若者の流行に疎い50代くらいのおじさん』の像が浮かんでくる」と述べている。斎藤美奈子は「新語・流行語大賞とは表彰式のためにある賞であって主催者である自由国民社は言葉の風俗的資料価値などには何の興味もない（のだろう）」（要約）としている。
室井佑月が2009年の授賞式後に述べた「きっと、表彰式に出て来れる人の中から、大賞を選んでいるに違いない」は、後に鳥越が事実上認める発言をするに至った（後述）。
2024年度に年間大賞を受賞した「ふてほど」も聞いたことがない、Googleトレンドにおいても流行語大賞発表までに流行った形跡がないといったデータが示され、『不適切にもほどがある!』の主演を務めた阿部サダヲも授賞式で「自分たちでは一度も言ったことがない。周りからも聞いたことはない」とコメントしている。その後ニコニコ動画上で「ふてほど＝『不適切報道』の略称ではないか？」という意見が寄せられ、SNS上で多くの賛同を得て本来の意味と違った意味で広がるという異例の事態となった。また、同年にトップテン入りした「界隈」についても、風呂キャンセル界隈の記事を書いた毎日新聞記者の稲垣衆史も授賞式で指摘したように、この言葉自体は2024年以前からSNS等で使われている用語であり、こちらに関しても世間の認識とのズレが生じていると指摘されている。

### 追加ノミネート、追加受賞を認めない姿勢
本賞は、最初の審査会が毎年10月上旬に行われ、そこに選考委員が持ち寄った言葉のみが選考の対象となる関係上、審査会開催以後に流行した言葉はノミネートすら出来ない、議論にも上がることのないまま流行が終わってしまう（2023年時点）。
年間大賞・トップテンの選定が始まる以前の1989年（平成元年）にベルリンの壁崩壊を意味する「『壁』解放」が特別賞を授与された例はあるが、1990年代以降、ノミネート公表とほぼ同時期に流行していた言葉は登場しなくなった。2010年代より後だけでも2011年10月期の日テレ系水曜ドラマ『家政婦のミタ』（「承知しました」や「それは業務命令でしょうか」等）、2016年10月期のTBS系火曜ドラマ『逃げるは恥だが役に立つ』（略称・『逃げ恥』や恋ダンス）、2022年のサッカーワールドカップカタール大会に関連した言葉（「ドーハの歓喜」「ブラボー！」「三苫の1ミリ」など）などがノミネートに挙がらなかった。自由国民社はそれらノミネートから洩れた言葉を救済する機会を与えない姿勢を貫いており、翌年に改めてノミネートされたり、新聞協会賞のように追加ノミネート、追加受賞が認められたりしたケースは1990年代以降一度もない。
やくは「10月以降の言葉を選ぶ猶予がなかった」と弁明したことがあるものの、あいまいな選考基準や追加枠を一切設けない姿勢については疑念を残す形となっている。

### やくみつるの言動を巡る論議
選考委員の一人であるやくみつるはその発言や姿勢が批判の対象になることが多い。
例えば、2019年のノミネートが発表された際に、惑星探査機はやぶさ2が小惑星リュウグウに作った「おむすびころりんクレーター」を「はやぶさ2の話題は偉業としてもてはやされたが、その後の言葉が定着してない。ここに入れることによって、そういう言葉もあったんだねと認知してもらう効果もある」と、流行した言葉でないのを分かった上で「新語」として自らが候補に「ねじこんだ」ことを明かした 際、「全く流行っていない言葉」「やくによる私物化」と、選考基準を疑問視する声ややくを始め選考委員への批判が起きている。2020年のノミネートに関しても、「うちで流行った」という理由でぼる塾のネタ「まぁねぇ〜」をねじ込んだことを明かしている。
2022年のノミネートではプロ野球関連の言葉が全体（30語）の2割となる6語も占めていたことから、大のプロ野球ファンとしても知られているやくが野球用語をねじ込んだのではという指摘もインターネット上において上がったが、やくはノミネート発表後に出演したTBSラジオ『ナイツのちゃきちゃき大放送』において、「野球用語が多すぎる。もっといろんなジャンルから選んだ方がいいんじゃないか?」と寧ろ野球関連の用語を削減しようと選考委員に提案していたとして、反論している。

### 候補の除外
一般的に流行した用語が賞の候補から削除される例として代表的なものを挙げる。
- 1995年（平成7年）の「ポア」や「サティアン」「ああ言えば上祐」などがある。これらはオウム真理教関連用語であり、その年の『現代用語の基礎知識』の読者アンケートでも上位に入った。しかし「同教団関連用語の選出はオウムによるテロの容認につながる、また世論の厳しい非難をあびる」という理由により[要出典]、同教団関連用語はすべて選考対象外となった[39]。

- 2009年、元財務大臣で衆議院議員だった中川昭一の釈明の言葉「ゴックンしてない」をノミネート候補に『ねじ込む』予定であったが、中川が死去したため見送られた[40]。

- 2012年（平成24年）の「ナマポ」（生活保護を意味する俗称）は、ノミネート候補に選ばれたが、その後生活保護受給者から差別や悪意の助長のおそれが指摘され、受賞は差別を肯定したという解釈につながると判断し、後に受賞対象外となった[41]。

- 2014年の『ありのままで』は、「同曲が主題歌として使われたアニメ映画『アナと雪の女王』を見た選考委員が誰もいなかったため、年間大賞候補から外されトップテンにとどまった」とやくが『週刊朝日』の座談会で明かしている[42]。

- 2016年に放送されたテレビ番組で、2015年まで選考委員で2015年は選考委員長だった鳥越俊太郎が大賞受賞者について言及した。鳥越によると表彰式で発表される「トップ10」のうち「年間大賞」受賞者は式への出席が必須で出席できない場合は表彰式が盛り上がらないので大賞から外れるという。2015年の選考では「五郎丸」が年間大賞だったが本人が用事で出席できないということで急きょ「トリプルスリー」に変わったと語った[43][44]。ただし、2014年の「集団的自衛権」については受賞者辞退にもかかわらず大賞に選定し、後述の批判を招いている。

- 2017年には元衆院議員豊田真由子の「このハゲーッ！」発言がワイドショーを賑わしたが、性別や年齢に関係なく、人の外見をあのように揶揄する言葉は公共の場で使われるべきではないとして、「ちーがーうーだーろー！」がノミネートされた[45]。
- 2018年には「○○メンバー」（山口達也）[46]、「正直言います　全部話しますね」（松井珠理奈）[47]、「紀州のドンファン」[48]などが選ばれなかった。実話ナックルズはこれを批判してナックルズ的裏流行語大賞として取り上げた。

- 2019年には国政政党に躍進したNHKから国民を守る党および党首立花孝志のキャッチフレーズ『NHKをぶっ壊す』が子供たちの間で流行したが[49]、候補に選ばれることはなかった。この事に対して、同党所属の衆議院議員丸山穂高は「流行語大賞候補に「れいわ旋風」は入れつつ、小学生まで真似してる「NHKを〜ぶっ壊す！」を入れないところが、まさに政治的に偏っている流行語大賞らしい。過去にも「保育園落ちた日本死ね」「アベ政治を許さない」とか。まあ審査員メンバー見ればお察しですが、ノミネート基準が不明確すぎるでしょ」と批判した[50]。

- 2023年のノミネートから、第101代内閣総理大臣岸田文雄に対するネットスラングである「増税メガネ」が外されたことに対してSNS上で忖度ではないかと話題になったが、やくは「ルッキズムに依拠するアダ名を全否定するものではないが、『増税メガネ』は首相のアダ名を超えて一人歩きしてしまっている。弱視等の理由でメガネを着用されている知人や子供たちを思ったとき、これを尻馬に乗っかって推すべきではないと選考委員の一人として考えます」と除外理由を述べている[51]。

### 受賞者
2000年代後半頃からでは「流行語」を最初に広めた人物・団体が表彰されず、その言葉を象徴する（と判断された）人物・団体が表彰されるケースが多く見られるようになってきた。
- 受賞者と「最初に広めた人物」との乖離がある例として、斎藤美奈子は2000年（平成12年）の「おっはー」は表彰式で受賞者の香取慎吾本人が「パクリだ」と言ったように、テレビ東京系列の番組『おはスタ』で以前から用いられていた挨拶が元であり、「IT革命」は森喜朗（当時第85代内閣総理大臣）が流行らせた言葉だろう、「めっちゃ」も田島寧子が使う以前から関西では若者言葉として一般的に使われていたと指摘している[23]。
- 2001年（平成13年）トップテンの「抵抗勢力」（小泉内閣の改革に反対する自民党内勢力を指す言葉）では候補者が全員辞退した[52]。
- 2004年（平成16年）の「自己責任」（イラク人質事件の被害者に対して向けられた言葉）では、受賞に値する人々に配慮して「該当者なし」となった。[要出典]
- 2007年（平成19年）の「消えた年金」は、この問題を指摘した民主党の長妻昭ではなく、年金の不備に責任がある立場の第9代厚生労働大臣舛添要一に贈られた。報道によると、長妻に授賞式出席の要請が来て、「その日は出られない」と答えたところ、いつの間にか対象者が舛添に変わっていたという。その舛添は授賞式では困惑した表情で終始うつむき加減だった[53][54][55]。
- 2008年（平成20年）の「あなたとは違うんです」は、対象者の第91代内閣総理大臣福田康夫が辞退したため「該当者なし」となった[要出典]。
- 2018年（平成30年）の「スーパーボランティア」は、対象者の尾畠春夫が辞退したため「該当者なし」となった[56][57]。

### 政治的偏向に対する批判

#### 2013年「アホノミクス」
2013年、経済評論家の浜矩子が安倍政権の経済政策「アベノミクス」を揶揄したネガティブな造語「アホノミクス」がノミネートされたが、11月8日に浜矩子が日本外国特派員協会での記者会見で「アベノミクスはアホノミクスである」と痛烈に批判したこと以外にメディアなどで使用された形跡がなく、「政治関連が多すぎる」「政治的に偏りがあるのではないか」などの問い合わせを受けた。このころから、選考委員会（姜尚中、俵万智、鳥越俊太郎、室井滋、やくみつる、箭内道彦、清水均）の政治的嗜好（安倍政権批判）による選定が指摘されるようになった。

#### 2014年「集団的自衛権」「ダメよ〜ダメダメ」
2014年度の年間大賞に選ばれた「集団的自衛権」と「ダメよ〜ダメダメ」は「集団的自衛権（は）ダメよ〜ダメダメ」とつなげることで、集団的自衛権、ひいては安倍政権に反対する姿勢を示すという左派系で構成される選考委員たちの政治的な思惑が働いたのではないかとの疑念が一部メディアにより指摘され、同月に行われる衆議院選挙の直前の時期でもあったことから物議を醸した。
授賞式にて、大賞の「集団的自衛権」については「集団的自衛権という用語は30数年前の『現代用語の基礎知識』からすでに収録されており、ずっとそれは現憲法下では『違憲』だと紹介されてきた。それが今年、安倍政権の下でいきなり解釈を変更されて、限定容認だが、その行使が可能となったのだから、これは大事件だ」などと紹介され、同じく大賞の日本エレキテル連合の「ダメよ〜ダメダメ」の受賞理由コメントでも「『壊憲』と言われる7月の閣議決定。『ダメよ〜ダメダメ』と高まる声を前にして、『いいじゃ〜ないの〜』とするすると受け流して、気がついたら憲法が解釈だけで変更されてしまったのだが、この国では、争点をしっかり掲げて投票でハッキリさせようなんて決定方法がありえないんじゃないかと思えて、こりゃあ『号泣』もしたくなる。そんな日本の不条理な現実を、最高にシュールなコントで『大爆笑』に変えてくれたのが『細貝さんと朱美ちゃん』こと、今年一番の人気コンビ、日本エレキテル連合であった」と紹介された。
選考委員の鳥越俊太郎は「特定秘密保護法から始まってアベノミクス、集団的自衛権、原発再稼働も、国民が反対しているにもかかわらず政府は少しずつ推し進めた。それに対して国民の気持ちを最もよく表すのが『ダメよ〜ダメダメ』」とコメントしている。また、選考委員のやくみつるは、授賞式の挨拶で「審査は中立的な立場で行ったが、大賞となった2つの言葉が並ぶと一定の意味をなす。興味深い」 と述べていたが、選考委員会では集団的自衛権に反対する政治的な立場から「ダメよ〜ダメダメ」と「集団的自衛権」が見出しで並ぶことを意識して大賞に選んだことを後日談で明かしている。
この政治的な思惑に応じる形で集団的自衛権に反対する立場の政治家たちはTwitterで流行語大賞に賞賛を行った。社民党の福島瑞穂はTwitterで「今年の流行語大賞に『ダメよ〜ダメダメ』『集団的自衛権』。これを合わせて『ダメよ〜ダメダメ、集団的自衛権』。どう考えてもダメです。ダメなものはダメ」とツイートし、民主党の有田芳生も「（ニュース番組で新語・流行語大賞を報じた）NHK。この並べ方がサイコー！『集団的自衛権』『ダメよ〜ダメダメ』が大賞」などと書き込んだ。しかし、自民党の佐藤正久は「一部のメディアや政治家が意図を持って、その2つの言葉を並べたり、くっつけた見出しを使うと思われ、特に選挙戦での利用の可能性も否定できない。その場合、エレキテル連合が『政治利用』されて気の毒だ。皆さん、どう思いますか？」とツイートし、流行語大賞の政治利用を批判した。ネットでも「左翼がやりたい放題で政治的な言葉を選んでいると、賞のイメージが悪くなる」などの苦言が相次いだ。
また、2014年12月の時点で選考委員のやくみつるは、2015年の流行語大賞に『総選挙で安倍政権が大勝して、いろいろな分野でむちゃな政策が始まる。それを、総括する言葉を定義付けして「アベハラスメント」。通称「アベハラ」を流行らせようと画策している』と『週刊朝日』の座談会で明かしている。

#### 2015年「アベ政治を許さない」
2015年度の新語・流行語大賞では、ノミネートされた50語中15語が政権与党批判の言葉で占められていた。その中でも「自民党、感じ悪いよね」「とりま、廃案」「戦争法案」「アベ政治を許さない」「早く質問しろよ」「I am not ABE」「SEALDs」「国民の理解が深まっていない」などの政治用語について、ネット上からは「流行」という位置づけにふさわしいのか疑問をもつ声や、政治色への強い傾向を指摘する声が相次いだ。大賞事務局にも「政治関連が多い」などの意見が約10件寄せられたという。
トップテンには、選考委員長である鳥越俊太郎自身が参加した安保反対運動から生まれたスローガンである「アベ政治を許さない」が選定された。鳥越は選定理由について、「新語・流行語大賞は日本の社会の現実を映す鏡。日本の社会がトップ10の中から見えてくる。選考委員は、歪みのない現実を映す鏡を作ったつもりだ」と説明した。その一方で「『アベ政治を許さない！』国民の一斉行動デー」と題した平和安全法制抗議運動を呼びかけた一人であり、賞を主催している『現代用語の基礎知識2016』のインタビュー記事の中でも運動の経緯などを説明しつつ、安倍政権の対応を批判しており、賞を私物化しているという指摘や政治批判を意識した言葉を選んだのではという疑念を抱かせる一因となった。
選考委員を務めるやくみつるは選評文で「そりゃ選考委員のそれぞれには、日頃の政治的スタンスというものがある。しかし、流行語の選考はそれに立脚したものではない」と賞の私有化を否定した上で、「（選ばれた言葉が）己れ（原文のまま）の意にそぐわぬからといって、それに目クジラ立てているようじゃあ、自由主義国家の名が廃る。『アベ政治を許さない』にしたって、解釈を変えれば『アベ政治をゆるしてやってもよくね？』ともとれる。それくらいの遊び心がなくてどうするよ」と反論。
他にも新語・流行語大賞の世間の認識について、話題になることは期待しつつも、「それが転じて、これはけしからん、あれはけしからんと主催者側におっしゃる方がいると伺いました。そういうのはややもすると圧力になったり、狂気にもなりかねない世知辛い世の中です。皆さんの中でわいわいやっていただく分には結構なんですが、直接持ってこないでねと申し上げたい」 と呼びかけた。
なお、選考委による「アベ政治を許さない」の紹介コメントでは、「このフレーズは、要求ではない、追求でもない、つぶやきだ。強要しないつぶやきが、これまでのイデオロギー対立では現れてこない層に共有された」と紹介され、表彰式に登場した反安保運動の中心人物である澤地久枝は「『アベ政治を許さない』（に関する活動）を毎月3日にやる。皆さんもご参加ください」などと報道陣に向かって呼びかけた。産経新聞は、“身内びいき”“自画自賛”と受け止められかねない受賞結果になったと評した。
ちなみに、2016年にリクルートのR25が行った新語・流行語大賞に関する調査で、全国の20〜30代221人を対象に、過去5年（2011年〜2016年）にトップテンに選ばれた50語のうち「あまりピンとこない」言葉は何かを尋ねたところ、『アベ政治を許さない』が2位にランクインした。また、独自の政治的信条を語ることもある太田光（爆笑問題）が、ノミネート内容が発表された日にラジオ放送を行っていた際、「安倍さん関連が多すぎるんだよ、安保関連とか。『早く質問しろよ』なんて別に流行語にしなくていい」とコメントし苦言を呈した。

#### 2016年「保育園落ちた日本死ね」
2016年は、この年鳥越が東京都知事選挙に出馬（結果は落選）したことに伴い選考委員から外れたせいか、政治的な言葉のノミネートが少なくなり、東京都内の30代とされる女性が待機児童問題についてブログに投稿した記事「保育園落ちた日本死ね」 が国政関係で唯一トップ10に入った。この言葉が選出された理由は「待機児童問題の深刻さを投げかけ、世の中を動かした。」というものである。
当該ブログ記事は深刻な待機児童問題に対し東京都在住の女性が執筆したとされるものだが、駒崎弘樹が投稿の2日後に取り上げ、民進党の山尾志桜里衆院議員も国会で取り上げた。授賞式には当該ブログの筆者ではなく山尾が受賞者として出席し、「年の締めにもう１度スポットライトが当たり、うれしい」「今は新語・流行語でも、早く『死語』にできるよう頑張りたい」と述べた。翌日、タレントのつるの剛士が、「きっともっと選ばれるべき言葉や、神ってる流行あったよね。皆さんは如何ですか？」「こんな汚い言葉に国会議員が満面の笑みで登壇、授与って。なんだか日本人としても親としても僕はとても悲しい気持ちになりました」とTwitterで発言したことが、 前年に流行語大賞を受賞したSEALDsなどから激しく非難され、つるのは謝罪に追い込まれた。
この言葉を選出したことについても批判があがり、賞を主催しているユーキャンのウィキペディア日本語版のページが「株式会社ユーキャン死ね」と書き換えられ、ページが半保護状態になるまで編集合戦が繰り返されるなどネットの各地で炎上した。さらに、選考委員の詩人の俵万智のTwitterにも批判が寄せられた
評論家らによる批判や、それに対する選考委員たちからの反論も相次いだ。
批判は以下のとおり。
- 評論家の石平はTwitterで「普通の日本人の間では、『日本死ね』のような言葉が流行った気配はないし、流行るはずもないのであろう、わざと流行らせたい人がいる」と批判した[84]。
- 元外交官の佐藤優は、「自民党の保育所に対する政策はとんでもないが、公共圏で使っていい言葉といけない言葉がある。憲政史上、『死ね』と言う言葉が政策に関連するところで出てきたのは初」と疑義を呈した[85]。マラソン選手の有森裕子も「この言葉が全国的に流行ったのでしょうか。そもそも『死ね』という言葉が流行語として認定されることが健全といえるのでしょうか」と疑問を述べ、選考委員のやくみつるが「流行語を選ぶにあたって、過激だとか穏当だとか、選ぶ時に何の尺度にもならない」と発言したことに対して「流行語として見た子どもたちが、どんな思いを抱くでしょう。授賞式で笑顔を浮かべていた国会議員や、選考基準の理解に苦しみます」と批判した[86]。
- 漫画家の江川達也も「汚く過激かつ破滅的な言葉が世の中を動かしたかに見えたら評価する。というなら、やはり、言葉はどんどん、汚く過激かつ破滅的な方向に走ってしまわないだろうか」と疑義を呈し、「思ってたようにならなかった誰々死ね。が世の中に影響があると思い込んだ人が真似始めることになるだろう。いや、もう既に、昔から、思い通りにならないと、誰々死ね、という子どもが増えて問題になっていた。その子どもがそのままお母さんになっただけだ。もはや、日常的に死ねと使う人がいる」「存在を否定したら終わってしまう。現状のうまくやれない状況を認識させてどうすればうまくいかせられるか教育した方がいい」と述べた[87]。

反論は以下のとおり。
- 選考委員のやくみつるは情報番組のインタビューで「私も当時は嫌悪感を示した方」だったとしたが、「それとこれとは話が別」と個人的感情を抑えるコメントに留まる。「流行語を選ぶにあたって、過激だとか穏当だとか、選ぶ時に何の尺度にもならない。むしろ、こういう言葉は流行語大賞でなければ拾い得ない」と、必要であれば『死ね』など過激な言葉が選ばれることもあるとした。そもそも流行語という位置づけにふさわしくないという声に対しても「口の端に上るという意味での流行語もあるが、その言葉が物議を醸すなり、そこから議論が巻き起こるのも広い意味での流行語である」との認識を示した[88]。ほかにも同年12月には、賞が世間とずれているのではと批判されている事を受けメディアの取材に応じたが「難しい専門用語が入っているわけでもありません。『ニュースぐらい見ろ』と言いたいですよ」と答えた。また来年（2017年）以降、選考基準を見直すことも「まったくありません」と否定している[89]。
- 元選考委員の鳥越俊太郎も情報番組に生出演し、『日本死ね』がショッキングな言葉ではあると認めながらも「それ（待機児童問題）に対するいち母親の怒りの言葉が、『死ね』という表現になっているわけです」「だから、『死ね』という言葉だけに引っかかってしまっちゃ、その全体を見誤ってしまう」と指摘。カンニング竹山が受賞者が政治家であることに「すごく違和感がある」と表明したところ、鳥越は「山尾さんが国会でこれを取り上げたことによって、一躍全国的な問題になったんです。ブログはブログでその前からあったんだけども、問題にならなかった」と応じ、自身も審査委員長にとどまった場合、『日本死ね』を選出していただろうと語った[90]。
- 選考委員の俵万智は「『死ね』が、いい言葉だなんて私も思わない。でも、その毒が、ハチの一刺しのように効いて、待機児童問題の深刻さを投げかけた。世の中を動かした。そこには言葉の力がありました。お母さんが、こんな言葉を遣わなくていい社会になってほしいし、日本という国も日本語も、心から愛しています」とツイートした[91]。
- 社会学者の古市憲寿もTwitterで「言葉は文脈をともなって初めて意味を持つ。『保育園落ちた日本死ね』が話題になった時、『日本死ねなんてけしからん』という批判よりも、共感が多かったのは、『日本死ね』という言葉ではなく、あのブログが多くの人に読まれたから」と分析。「あのブログも読まずに『日本死ねなんてけしからん』と言われても。ちなみに僕が知る限り、あのブログが騒がれていた当時、『日本死ねなんてけしからん』と言っていたのは、おじさん政治家たちです。いま怒っている人との共通点は、ちゃんとブログ本文を読んでいないこと」と異論を唱えた。また、『死ね』という表現については、「人格攻撃でもなく、あくまでも比喩としての『死ね』と、具体的な他者や人格をおとしめるために使う『死ね』は全然違うよ。しかも、他にどうしようもなく、そうするしかない悲痛な叫びとしての『日本死ね』でしょ」との見解を示した[92]。
- 保守系雑誌の『月刊日本』も、『日本死ね』騒動にはアメリカ大統領選のトランプ現象と類似しているとして、ドナルド・トランプの過激な発言がポリティカル・コレクトネスに反していたからこそ不満を抱えている人々の共感を得たように、『日本死ね』という怒りの言葉も一般的な常識や倫理に反していたからこそ注目を集めたのではないかと分析。「軽く見てはならない」と指摘した[93]。

また、騒動は保坂展人世田谷区長に飛び火し、Twitterで『日本死ね』が受賞したという記事をツイートすると「国の対応って仰いますけど、そもそも保育園は地方自治体の管轄なんでは？『死ね』って言われるべきは本来は区長だと思うんですけど」「だとしたら一番死ななきゃならないのは『待機児童が1200人を超えてて一向に改善できない保育行政に責任を持つ無能な世田谷区長』っすよね。何他人事かましてんの？」「待機児童全然解消していない世田谷区死ねと言われてるようなもんだぜ。分かってる？」と批判コメントが殺到。ジャーナリストの石井孝明も「山尾衆議院議員に、死ねとののしられるべき1人は保坂さんのような気がします。どう思うのか、罵られたら感想ください」と、東京都の待機児童数で世田谷区が飛び抜けてワースト1位である表を添えたリプライを送って応戦した。
さらに、同月12日に発表された日本漢字能力検定協会主催の『今年の漢字』では、『保育園落ちた日本死ね』の『死』はトップ20にすら入っていなかった。しかも、こちらは全国から一般募集され、得票数で大賞が決まるため、ネットでは再びユーキャンへの非難が噴出した。
ジャーナリストの井上トシユキはこの騒動について「政治色が強いのは余計な混乱を避けるために選ばないのが常套なのに、ユーキャンの場合はガッツリ選んでくる。『日本死ね』は非常に強い言葉で、ネット右翼と左翼で非難の応酬になっている」と指摘。「清水寺の『今年の漢字』（日本漢字能力検定協会）と並んで、年末の風物詩みたいな扱いになっていますが、ユーキャンの流行語大賞は宣伝のための商業的側面があり、ピントがずれ始めてきているところもある。『今年の漢字』で『死』を選びますかという話。選考過程がハッキリしていない点の反発が多く、オープンの場で選んだ方がいいのではないか」と述べた。
『白熱ライブ ビビット』（TBS）が調査したアンケートでは、『日本死ね』を流行語大賞のトップテンに選んだことに『賛成』23%、『反対』77%。J-CASTニュースが行ったネット調査では、『問題提起としては有効だったが、言葉が汚すぎる。受賞は不適切』52.8%、『問題提起としても意味があったとは思えない。単に不愉快になるだけ』31.2%、『この言葉をきっかけに待機児童問題に焦点が当たった。受賞は妥当』15.2%、という結果だった。衆議院議員の足立康史は度重なる暴言騒動の際「『日本死ね』発言を社会が許容している」といった趣旨の釈明を2度行っている。
また、選考委員に対しては、政治信条の偏り以前に、2015年の大賞に「トリプルスリー」、2016年の大賞に「神ってる」を選出してきたことに対して、「そもそも彼らに現代のことがわかっていると言えるのだろうか。」と疑問を呈されるようになり、2017年以降も政権批判のキャッチコピーが取り上げられているが、それに対する批判は減っていった。

## お笑いタレントのジンクス
お笑いタレントは、新語・流行語大賞を受賞すると翌年から人気が落ち、一発屋やテレビメディアへの露出が少なくなるというジンクスがある。テツandトモ（2003年年間大賞）、波田陽区（2004年年間トップテン）、レイザーラモンHG（2005年年間トップテン）、エド・はるみ（2008年年間大賞）、楽しんご（2011年年間トップテン）、スギちゃん（2012年年間大賞）、日本エレキテル連合（2014年年間大賞） などが当てはまる。
しかし、テレビへの出演が減っただけで地方の営業の仕事は増えることもあるため仕事がなくなったというわけではない。また、小島よしお（2007年年間トップテン）のように低迷期を経てしばらく後に復活の兆しを見せる ケース、とにかく明るい安村（2015年トップテン）のように海外でのブレイクを経て8年後の2023年に選考委員特別賞で再度受賞を果たすケースもある。